# تیرونلولی
تیرونلولی (به زبان تامیل: திருநெல்வேலி) (به انگلیسی: Tirunelveli) شهری در ایالت تامیل نادو در کشور هند است. تیرونلولی ۴۶۱٫۰۴۵ نفر جمعیت دارد.
تیرونلولی مرکز شهرستان تیرونلولی و ششمین شهر بزرگ تامیل نادو است. این شهر در ۷۰۰ کیلومتری جنوب باختری چنای (مدرس) و ۱۴۰ کیلومتری خاور تیروواناتاپورام واقع شده‌است.
تیرونلولی شهری باستانی است که در آن نیایشگاه‌های و صومعه‌های فراوانی وجود دارد که پرستشگاه شیوا در این شهر بزرگ‌ترین پرستشگاه در نوع خود در تامیل نادو است. تاریخ تیرونلولی به هزار سال پیش از میلاد بازمی‌گردد.
شهر تیرونلولی در کرانه باختری رودخانه تامیرابارانی قرار گرفته و در روبه‌روی آن در سمت دیگر رودخانه شهر پالایامکوتای واقع شده‌است.
تیرونلولی به خاطر حلوای خود در جنوب هند معروف است و به این خاطر ملقب به «شهر حلوا» شده‌است.

## نگارخانه

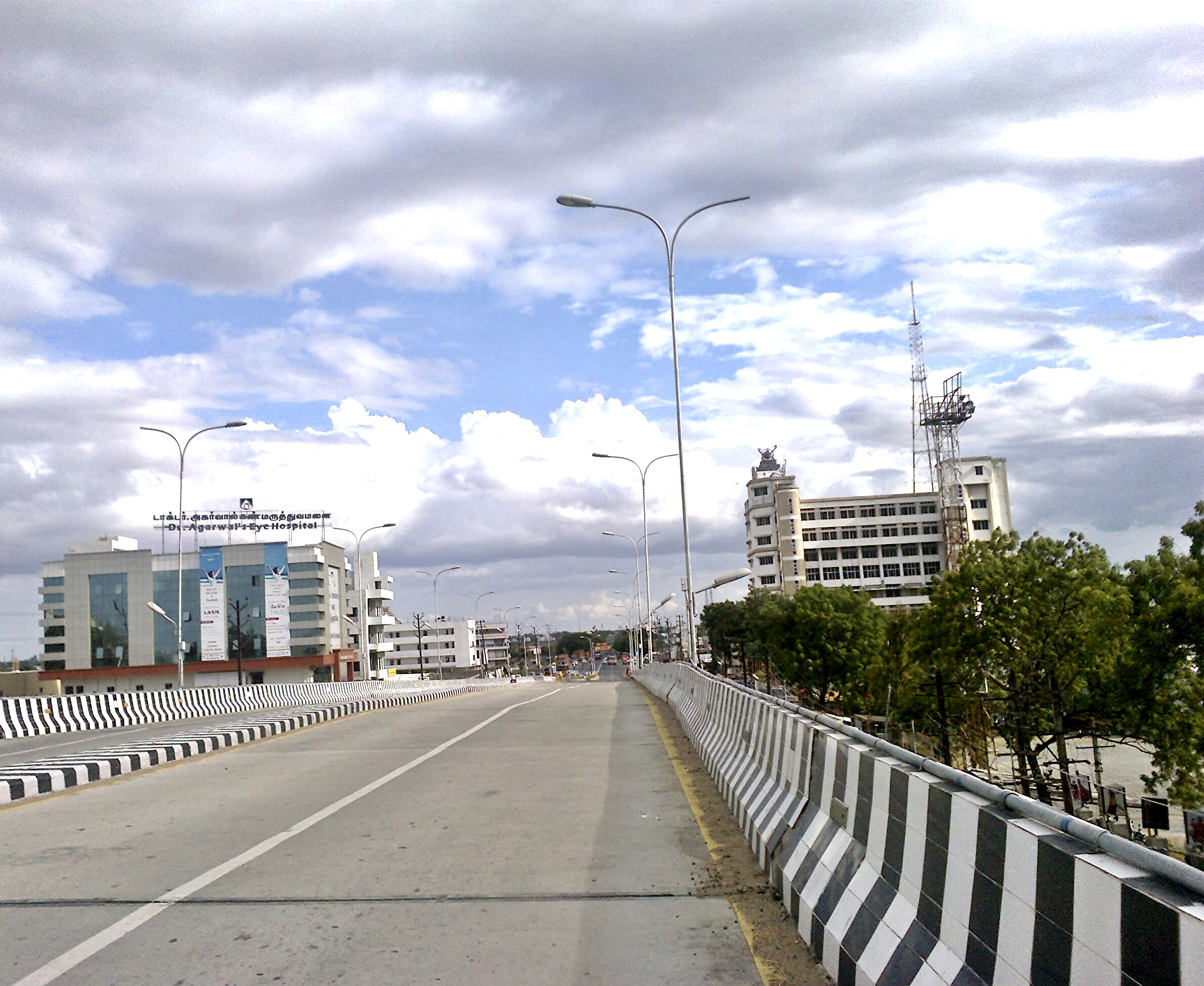